# Роберту Морену
Роберту Пупу Морену (порт. Roberto Pupo Moreno, нар. 11 лютого 1959), зазвичай відомий як Роберту Морену, а також Пупу Морену — колишній бразильський автогонщик. Він взяв участь у 77 Гран-прі Формули-1, піднявся на 1 подіум і набрав загалом 15 очок. Він брав участь в перегонах CART у 1985 та 1986 роках та став чемпіоном Формули-3000, перш ніж повноцінно приєднатися до Формули-1 у 1989 році. Він повернувся до CART у 1996 році та виступав на американських авто з відкритими колесами до 2008 року. Він також брав участь у перегонах на витривалість і бразильському чемпіонаті GT, але зараз працює тренером гонщиків та консультантом. Хоч це забирає багато його часу, він ще офіційно не покинув перегони, оскільки він бере участь в історичних перегонах. За межами спорту він полюбляє займатись конструюванням легких літаків.

## Кар'єра

### Рання кар'єра
Після перемоги в бразильському чемпіонаті з картингу 125cc у 1976 році Морену націлився на Європу. Він прибув до Англії в 1979 році, щоб взяти участь у своєму першому сезоні у Формули-Форд. Він брав участь у перегонах з Марком Смітом, який того року був пілотом заводської команди Royale. У Сміта був транспортер для перевезення двох автомобілів, своєї та Морену. Морену виступав як гонщиком, так і механіком свого автомобіля Royale. Власник Ralt Рон Тауранак позичив Морену старий сарай, який став його домашньою базою. У нього було кілька хороших результатів, і вони переконали Ральфа Фірмана-старшого підписати його як пілота заводської команди Van Diemen на сезон 1980 року. Разом з Van Diemen він здобув титул у британській Формулі-Форд, вигравши при цьому вісім перегонів. Він здобув ще три перемоги в Євросерії Формули-Форд 1600, здобувши друге місце в чемпіонаті. Бразилець також посів 4 місце в британській серії RAC і 6 місце в серії P&O Ferries. Потім він завершив сезон перемогою на фестивалі Формули-Форд. Морену повернувся на фестиваль Формули-Форд на тій же машині на 50-річчя фестивалю в 2021 році.
Успіх Морену привернув увагу Коліна Чапмена, успішного власника та засновника команди Team Lotus. Чапмен надав бразильцю контракт тест-пілота Формули-1 з достатньою кількістю грошей для продовження змагань в Європі. На ці кошти він брав участь у гонках Формули-3, але бюджет був доволі обмеженим. Незважаючи на це, разом з командою Barron Racing йому вдалося виграти дві гонки в Формулі-3 цього року. Однак він став більш успішним наступного сезону, взявши участь у чемпіонаті північноамериканської Формули-Atlantic, випередивши Альфреда Ансера-молодшого в гонці підтримки Гран-прі США-Захід 1982 року. Пізніше в 1982 році він справив ще одне велике враження, вигравши Гран-прі Труа-Рів'єр. До цієї перемоги Морену знайшов достатньо фінансів, щоб провести півсезону в британському чемпіонаті Формули-3 з командою Ivens Lumar Racing, вигравши при цьому три гонки. Пізніше цього ж року він отримав можливість взяти участь у Гран-прі Нідерландів 1982 року за команду Team Lotus, але зрештою не зміг кваліфікуватися.

### Гран-прі Австралії (1981–1984)
У цей період Морену, менеджером якого, як і його друга Нельсона Піке, виступав австралієць Ґреґ «Пі Ві» Сіддл, став потрійним переможцем Гран-прі Австралії в 1981, 1983 і 1984 роках, перш ніж воно увійшло до чемпіонату світу Формули-1 в 1985 році. Ці перемоги були здобуті в ті дні, коли Гран-прі було гонкою австралійських чемпіонатів Формули-Pacific та Формули-Mondial, що проходила на 1,6-кілометровій трасі Колдер-Парк у Мельбурні. На Гран-прі Австралії він часто перемагав минулих та чинних на той час чемпіонів Формули-1, включаючи Нельсона Піке, Алана Джонса, Нікі Лауду та Кеке Росберга, а також інших пілотів Формули-1. На Гран-прі Австралії 1982 року, єдиному в якому він брав участь, але не виграв протягом цього періоду, він фінішував третім після майбутнього чотириразового чемпіона світу Алена Проста та гонщика команди Формули-1 Ligier Жака Лаффіта. На всіх Гран-прі Австралії перед Формулою-1 Морену виступав на Ralt RT4 з 1,6-літровим 4-циліндровим двигуном Ford.

### Заміни в Формулі-1 (1982 та 1987)

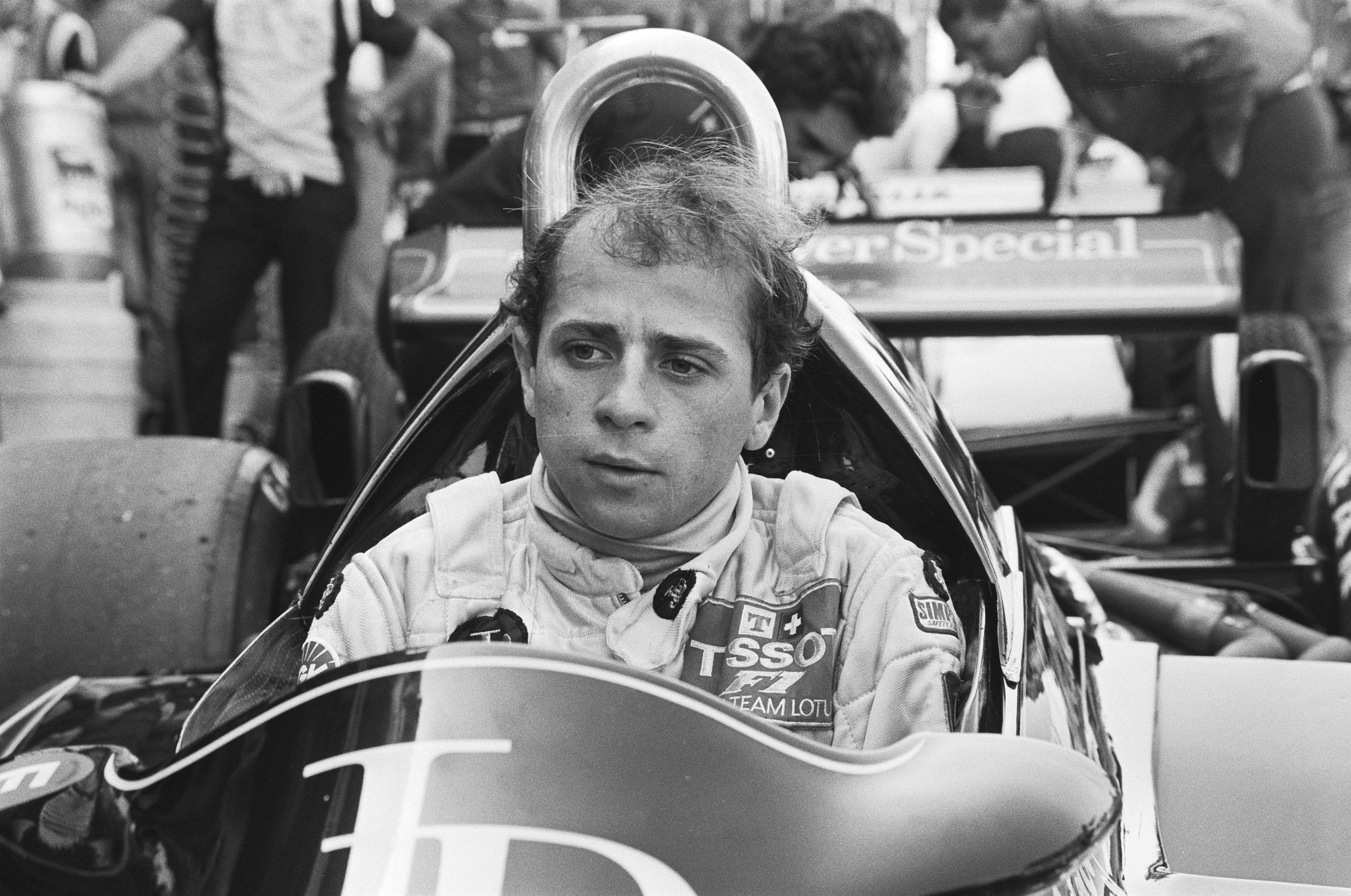
Морену за кермом Lotus 91 на Гран-прі Нідерландів 1982 року.

Під час Гран-прі Детройта 1982 року Ян Ламмерс з Theodore Racing зламав великий палець, і власник команди Тедді Іп хотів, щоб Морену зайняв його місце, але Колін Чапмен відмовився відпустити свого тест-пілота. Пізніше цього ж року під час гонки в Монреалі Найджел Менселл пошкодив зап'ястя, що дозволило Морену замінити його в Team Lotus на Гран-прі Нідерландів. Це незабаром перетворилося на кошмар, оскільки Lotus 91 був складним в керуванні, Морену міг ледве втримувати болід на трасі. В той час як постійні гонщики Менселл та Еліо де Анджеліс провели більшу частину тестів цього боліду, Морену був обмежений старими моделями Lotus 87B і Lotus 88. В підсумку бразилець не зміг приборкати Lotus 91, його найкраще кваліфікаційне коло залишилося за дві секунди до потрапляння на стартову решітку. Наприкінці 1982 року Lotus звільнили його від обов'язків тест-пілота, і для його репутації знадобилося не мало часу, щоб відновитися після цього провалу.
Наприкінці сезону 1987 року його викликали замінити Паскаля Фабра в команді AGS на Гран-прі Японії. Через п'ять років після фіаско з Lotus Морену мав дебютувати в гонці, але він знову був найповільнішим з усіх і не пройшов кваліфікацію. Однак пілот Williams Найджел Менселл отримав травму під час вільної практики, і команда згодом відкликала його участь, таким чином дозволивши Морену взяти участь у його дебютному Гран-прі. У наступній гонці, Гран-прі Австралії, він зміг утримати JH22 між стін вуличної траси Аделаїди і фінішував 7-м, в той час як інші пілоти постраждали від численних зіткнень та технічних проблем. Після проходження перевірки по завершенню перегонів Lotus 99T Айртона Сенни було дискваліфікована з 2-го місця через великі гальмівні канали, а Морену піднявся на 6-е місце, набравши перше очко у Формулі-1 для себе та команди.

### Інші серії (1983–1988)
Морену повернувся до Північної Америки разом із Ґреґом Сіддлом. Був знайдений спонсор на весь сезон Формули-Atlantic, але гонку підтримки на Гран-прі США-Захід 1983 року змінили на Super Vee, після чого він втратив свого спонсора. Незважаючи на невдачу, він разом зі своєю новою командою, Theodore Racing, розпочали сезон з перемоги на автодромі Віллов-Спрінґс. З грошовим призом він провів ще дві гонки, перш ніж команда припинила гонку. На щастя для Морену, власник команди, Тедді Іп допоміг профінансувати перехід до іншої команди. Він здобув перемогу в чотирьох гонках, тоді як його суперник за чемпіонство Майкл Андретті виграв три. Попри це, Морену завершив сезон на другому місці, оскільки щоразу, коли він перемагав, Андретті фінішував другим.
У 1984 році Морену вирішив повернутися до Європи, щоб взяти участь у гонках Формули-3. Під час передсезонних тестів із West Surrey Racing він отримав запрошення від Рона Тауранака приєднатися до заводської команди Ralt в Формулі-2. Команда провела домінуючий сезон в фінальному чемпіонаті Європейської Формули-2, здобувши дев'ять перемог з одинадцяти можливих. Морену посів друге місце в чемпіонаті після напарника Майка Таквелла. Він здобув дві перемоги на гонках в Гоккенхаймі та Донінгтон Парку. Тауранак хотів, щоб Морену залишився на дебютний сезон Міжнародної Формули-3000 в 1985 році, але Морену проводив тести з командою Toleman наприкінці 1984 року за кермом боліда Айртона Сенни. Він був готовий приєднатися до команди, але йому повідомили, що у команди немає постачальника шин на наступний сезон, і угода зірвалася.
У 1984 році Морену також ледь не приєднався до команди Формули-1 Brabham. За рекомендацією свого друга, провідного гонщика Brabham і чинного чемпіона світу Нельсона Піке, власник команди Brabham Берні Екклстоун ледь не підписав молодого бразильця на місце за кермом другого боліда. Однак ця можливість для Морену була втрачена, коли італійський спонсор команди Parmalat наполіг на тому, щоб напарником Піке став італійський пілот. Це призвело до унікальної ситуації, коли Екклстоун підписав контракт з братами Тео та Коррадо Фабі, що розділили виступи за кермом одного боліда. Тео був головним гонщиком, але оскільки він уже мав контракт з командою Forsythe Racing для участі в сезоні CART в США, Коррадо, який виступав за Osella в 1983 році, замінив його в трьох Гран-прі Формули-1, коли вони перетиналися з перегонами CART.
Наступним кроком для Морену став перехід в чемпіонат CART до команди Galles Racing Ріка Ґаллеса. Згідно з контрактом бразилець брав участь лише в етапах що проходили на звичайних трасах. Він завершив чемпіонат на 28 місці, фінішувавши лише в одній гонці на п'ятій позиції. В 1986 році він провів повний сезон з командою, однак через проблеми з надійністю він завершив чемпіонат лише на 16 місці. В 1987 році, не знайшовши постійного місця в CART, він вирішив приєднатися до своєї колишньої команди Ralt в Формулі-3000. Перемога в Гран-прі Середземного моря (італ. Gran Premio del Mediterraneo) разом з декількома подіумами дозволили завершити сезон на третій позиції в чемпіонаті, перш ніж він отримати пропозицію від команди Формули-1 AGS.
Виступи за AGS не принесли йому місця у Формулі-1. На сезон 1988 року Морену залишився в Формулі-3000, перейшовши до команди Bromley Motorsport. Технічним директором команди, що належала Рону Солту, був Ґері Андерсон, з яким бразилець працював у Galles Racing. З допомогою Reynard Motorsport вони змогли розпочати сезон практично без грошей. Морену вдалося виграти три гонки поспіль в першій половині сезону у По, Сільверстоуні та Монці, а також четверту в Бірмінгемському суперпрі. Високі результати за кермом Reynard 88D принесли бразильцю титул чемпіона Формули-3000.

### Заміни в Формулі-1 (1989–1995)
Навіть перемога без спонсорської підтримки в міжнародному чемпіонаті Формули-3000 у 1988 році не посприяла зацікавленості від великих команд Формули-1. Замість цього він підписав контракт тест-пілота з Ferrari, яка допомогла йому взяти участь у гонках з амбітною командою Coloni. Автомобіль не був конкурентоспроможним, і Морену зумів потрапити на стартову решітку лише чотири рази з 16 спроб.

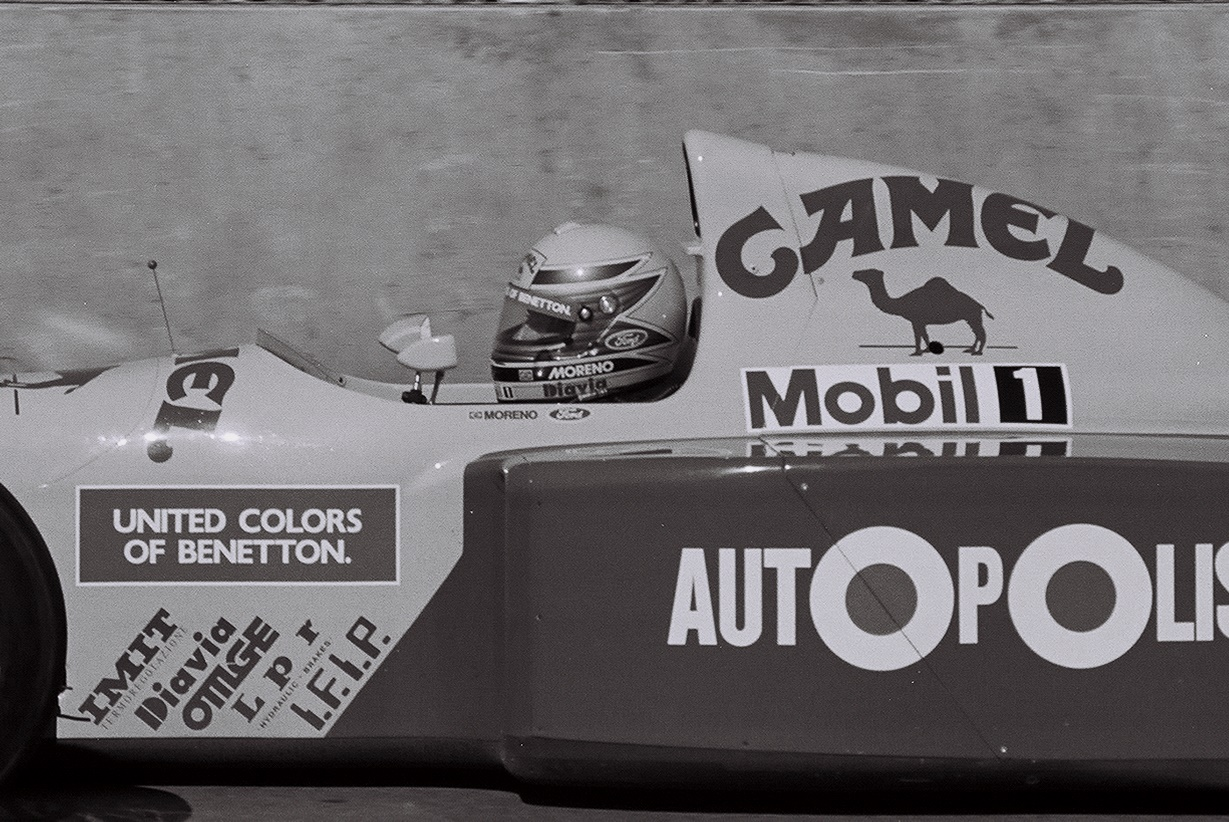
Морену за кермом Benetton B190B на Гран-прі США 1991 року.

Спочатку 1990 рік здавався ще менш перспективним, коли Морену підписав контракт із командою EuroBrun, пройшовши кваліфікацію лише у 2 з перших 14 гонок сезону. Однак незабаром після того, як йому повідомили, що команда не буде брати участь в останніх двох раундах сезону, з ним зв'язалися з Benetton, щоб замінити Алессандро Нанніні, який ледь не втратив руку в аварії гелікоптера після Гран-прі Іспанії. На Гран-прі Японії, дебютному з Benetton, Морену кваліфікувався восьмим та фінішував другим позаду свого напарника Нельсона Піке, здобувши свій єдиний подіум в Формулі-1. Цьому результату посприяли інциденти, що трапилися з болідами попереду, зокрема Ален Прост і Айртон Сенна зіткнулись в першому повороті, тоді як їхні товариші по команді Найджел Менселл і Герхард Бергер також не змогли фінішувати. Морену знову кваліфікувався восьмим на Гран-прі Австралії, але цього разу не здобув жодних очок, фінішувавши лише сьомим. Після двох гонок з командою Морену отримав повний контракт на сезон 1991 року.
Однак Benetton B191 на шинах Pirelli виявився не таким конкурентоспроможним, як очікувалося, і найкращим результатом Морену стало 4 місце на Гран-прі Монако та Бельгії. В останній гонці Морену встановив найшвидше коло, але його затьмарив новачок Формули-1 Міхаель Шумахер, що дебютував за команду Jordan. Шумахер кваліфікувався сьомим, і піднявся до п'ятого місця після старту, але зійшов через відмову зчеплення. Це стало останньою гонкою Морену за Benetton перед тим, як він отримав суперечливу виплату за розірвання контракту, щоб звільнити місце для перспективного Шумахера. Керівництво Benetton на чолі з Томом Вокіншоу та менеджером команди Флавіо Бріаторе шукало пілота, який мав би відновити команду, переконані, що ані старіючий Піке, ані Морену не були цим пілотом. Бріаторе та Вокіншоу взяли участь у певних угодах на високому рівні за лаштунками Формули-1, їм вдалося «вкрасти» Шумахера у Jordan, а Морену був негайно звільнений. Морену запропонували вакантне місце в Jordan на Гран-прі Італії 1991 року, де він кваліфікувався дуже поважним дев'ятим, випередивши свого нового напарника Андреа де Чезаріса. В гонці бразилець вилетів на другому колі й не зміг продовжити гонку. За кермом Jordan він взяв участь у наступній гонці в Португалії, де фінішував десятим. В останній гонці сезону в Австралії Морену замінив Джанні Морбіделлі в Minardi. Він стартував 18-им та піднявся в гонці лише на дві позиції, фінішувавши 16-им.

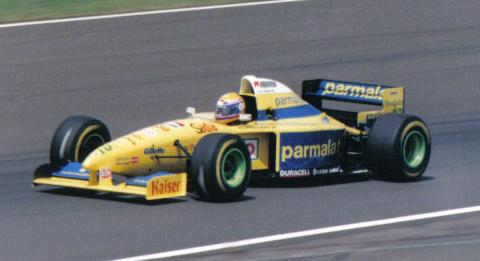
Морену за кермом Forti FG01 на Гран-прі Великої Британії 1995 року.

У сезоні 1992 року він повернувся до виступів за невеликі команди, підписавши контракт з Andrea Moda. Команда була створена із залишків Scuderia Coloni і після двох гонок без стартів з Алексом Каффі та Енріко Бертаджа керівництво вирішило розпочати все спочатку з Морену та Перрі Маккарті, який згодом прославився як оригінальний Стіг у автомобільному шоу BBC Top Gear. Морену та Маккарті зіткнулися з труднощами, коли команда мала проблеми навіть з тим, щоб дістатися до більшості гонок. Морену зміг кваліфікуватись за кермом Andrea Moda S921 лише один раз, на Гран-прі Монако, але зійшов на одинадцятому колі гонки через проблеми з надійністю. Гран-прі Бельгії став останнім для команди після арешту власника Андреа Сассетті бельгійською поліцією за шахрайство.
Після катастрофи Andrea Moda Морену провів наступні два сезони в італійських і французьких турингових чемпіонатах, а також спробував пройти кваліфікацію на Індіанаполіс 500 1994 року. У 1995 році Морену повернувся у Формулу-1 з амбітною командою Forti. Бразильське походження Морену допомогло йому отримати місце в команді, оскільки одним із головних спонсорів команди був бразильський бізнесмен Абіліу дус Сантус Дініс. Болід команди Forti FG01 виявився доволі повільним, і найкращим результатом Морену стало 14 місце на Гран-прі Бельгії. Свою останню гонку в Формулі-1 на Гран-прі Австралії Морену завершив сходом, врізавшись в стінку пітлейну.

### IndyCar
У 1996 році Морену відновив свою кар'єру CART, коли він брав участь у перегонах разом з командою Payton-Coyne Racing. Найкращим результатом в сезоні для Морену стало 3-є місце в Мічигані. У сезоні 1997 року він виступав за три команди, отримавши прізвисько «Supersub», а його найкращим результатом стало 5-е місце в Детройті з командою Newman-Haas, де він заміняв травмованого Крістіана Фіттіпальді. На сезон 1998 року Морену не зумів знайти місце в конкурентоспроможній команді, натомість погодившись на роль тест-пілота Penske.
В 1998 році він взяв участь лише в трьох заїздах з командами Project CART та Newman-Haas. У наступному сезоні він знову виступив за дві різні команди, Newman-Haas і PacWest, фінішувавши другим на Лагуна Сеці. У 1999 році він також дебютував в Indy Racing League за команду Truscelli Team Racing на трасі в Фініксі, фінішувавши 6-м. Він знову взяв участь в Індіанаполіс 500 після 13-річної відсутності, але зійшов на 123 колі через проблеми з трансмісією. В 2000 році Морену став основним пілотом команди Patrick Racing. Він боровся за титул та декілька разів очолював турнірну таблицю, але врешті-решт поступився Жилю де Феррану та посів третє місце в чемпіонаті. В цьому сезоні Морену виграв свою першу гонку CART у Клівленді. Це стало його першою перемогою в гонці після тріумфу у Формулі-3000 дванадцять років тому. Наступного року з Patrick Racing він здобув свою другу перемогу у Ванкувері, але через менш стабільні результати протягом цього року закінчив сезон лише на 13 місці в турнірній таблиці. У 2003 році він приєднався до команди Herdez Competition, де найкращим результатом стало друге місце в Маямі. Наприкінці сезону Морену оголосив, що покидає команду.

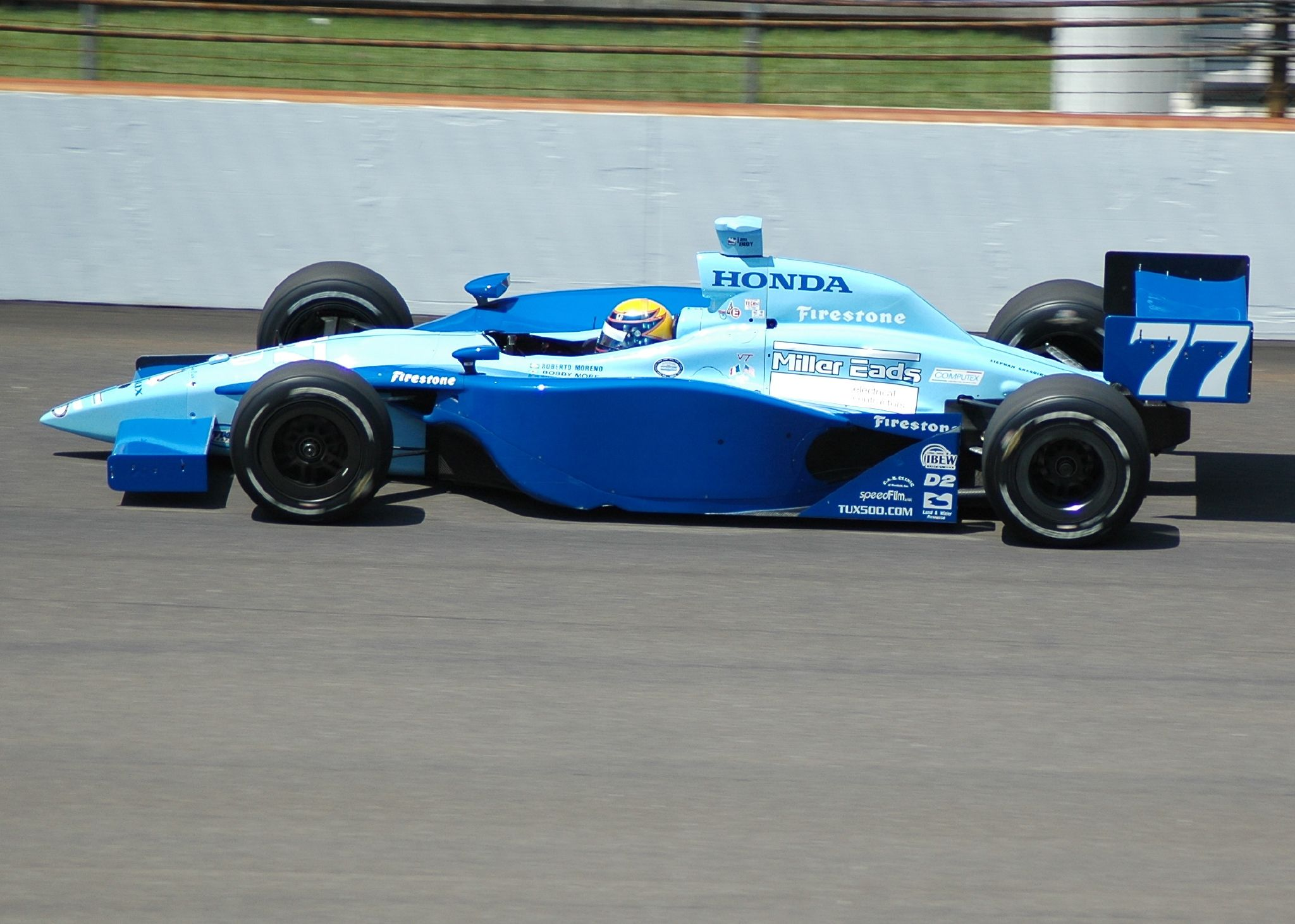
Морену за кермом Panoz GF09
під час практики 500 миль Індіанаполіса 2007 року.

У 2005 році Морену повернувся до перегонів, взявши участь в семи гонках Rolex Sports Car Series разом з командами Spirit of Daytona Racing та Doran Racing. Цього ж року він взяв участь в етапі Stock Car Brasil на Жакарепагуа за кермом Mitsubishi Lancer, але не зміг фінішувати. У квітні 2006 року Морену замінив Еда Карпентера в Vision Racing на етапі IndyCar в Сент-Пітерсбергу. Він кваліфікувався одинадцятим, але зійшов на 32-му колі гонки через технічні проблеми. У серпні того ж року Морену став першим гонщиком, який випробував новий автомобіль Champ Car, виготовлений Panoz. Провівши тисячі миль тестів за кермом Panoz DP01, Морену отримав шанс випробувати його в гонці на Гран-прі Г'юстона 2007 року, замінивши травмованого Алекса Фігге в Pacific Coast Motorsports. Бразилець кваліфікувався 16-им та фінішував в гонці 12-им. В Індіанаполісі 500 2007 року Морену замінив травмованого Стефана Грегуара в Chastain Motorsports. Він кваліфікувався 31-им, але розбився на 36 колі гонки. 2008 року Морену провів свою останню професійну гонку на автомобілях з відкритими колесами, взявши участь в етапі IndyCar в Лонг-Біч разом з командою HVM Racing.

## Результати виступів

### Гоночна кар'єра
| Сезон | Серія                                    | Команда                     | Перегони | Перемоги | Поули | Н/к | Подіуми | Очки | Місце |
| ----- | ---------------------------------------- | --------------------------- | -------- | -------- | ----- | --- | ------- | ---- | ----- |
| 1980  | Британська Формула-Форд                  | Van Diemen                  | 14       | 8        | 8     | 8   | 12      | 220  | 1     |
| 1980  | Формула-Форд 1600 P&O Ferries            | Van Diemen                  | 10       | 1        | ?     | ?   | ?       | 26   | 6     |
| 1980  | Євросерія Формули-Форд 1600              | Van Diemen                  | 9        | 3        | 3     | 1   | 4       | 104  | 2     |
| 1980  | RAC Формула-Форд 1600 RAC                | Van Diemen                  | 6        | 1        | ?     | ?   | ?       | 47   | 4     |
| 1980  | Фестиваль Формули-Форд                   | Van Diemen                  | 1        | 1        | 0     | 1   | 1       | Н/Д  | 1     |
| 1981  | Британська Формула-3 Marlboro            | Barron Racing               | 12       | 2        | 0     | 1   | 4       | 10   | 11    |
| 1981  | Європейська Формула-3                    | Barron Racing               | 1        | 1        | 1     | 0   | 1       | 9    | 10    |
| 1982  | Британська Формула-3 Marlboro            | Ivens Lumar Racing          | 9        | 3        | 0     | 1   | 5       | 42   | 6     |
| 1982  | Новозеландська Формула-Pacific           | Goold Motorsport            | 8        | 6        | 2     | 5   | 7       | Н/Д  | 1     |
| 1982  | Північноамериканська Формула-Atlantic    | Goold Motorsport            | 3        | 1        | 2     | 2   | 2       | 61   | 9     |
| 1982  | Гран-прі Макао                           |                             | 1        | 1        | ?     | 0   | 1       | Н/Д  | 1     |
| 1982  | Європейська Формула-3                    | Ivens Lumar Racing          | 1        | 0        | 0     | 0   | 0       | 3    | 16    |
| 1983  | Formula Mondial North America            | Theodore Racing             | 8        | 4        | 4     | 3   | 5       | 151  | 2     |
| 1983  | IMSA GTU Championship                    | All American Racers         | 4        | 0        | 0     | 1   | 1       | 14   | 41    |
| 1983  | IMSA Camel GTO Championship              | All American Racers         | 1        | 0        | 0     | 0   | 1       | 12   | 43    |
| 1983  | European Endurance Championship          | Charles Ivey Racing         | 1        | 0        | 0     | 0   | 0       | 0    | НК    |
| 1984  | Європейська Формула-2                    | Ralt Racing                 | 11       | 2        | 3     | 2   | 7       | 44   | 2     |
| 1984  | Японська Формула-2                       | Ralt Racing                 | 1        | 0        | 1     | 0   | 1       | 12   | 12    |
| 1984  | 24 години Ле-Мана                        | Skoal Bandit Porsche Team   | 1        | 0        | 0     | 0   | 0       | Н/Д  | Схід  |
| 1985  | CART PPG Indy Car World Series           | Galles Racing               | 5        | 0        | 0     | 0   | 0       | 10   | 29    |
| 1985  | Японська Формула-2                       | Advan Sports Nova           | 5        | 0        | 0     | 0   | 1       | 21   | 11    |
| 1985  | Міжнародна Формула-3000                  | Barron Racing               | 4        | 0        | 0     | 0   | 0       | 3    | 14    |
| 1986  | CART PPG Indy Car World Series           | Galles Racing               | 16       | 0        | 0     | 0   | 0       | 30   | 16    |
| 1986  | Міжнародна Формула-3000                  | Bromley Motorsport          | 1        | 0        | 0     | 0   | 0       | 0    | 31    |
| 1987  | Міжнародна Формула-3000                  | Ralt Racing                 | 11       | 1        | 4     | 3   | 5       | 30   | 3     |
| 1987  | Формула-1                                | Team El Charro AGS          | 2        | 0        | 0     | 0   | 0       | 1    | 19    |
| 1987  | World Touring Car Championship           | Schnitzer Motorsport        | 1        | 0        | 0     | 0   | 0       | 0    | НК    |
| 1988  | Міжнародна Формула-3000                  | Bromley Motorsport          | 11       | 4        | 3     | 1   | 4       | 43   | 1     |
| 1989  | Формула-1                                | Coloni SpA                  | 4        | 0        | 0     | 0   | 0       | 0    | НК    |
| 1990  | Формула-1                                | EuroBrun Racing             | 2        | 0        | 0     | 0   | 0       | 6    | 10    |
| 1990  | Формула-1                                | Benetton Formula            | 2        | 0        | 0     | 0   | 1       | 6    | 10    |
| 1991  | Формула-1                                | Camel Benetton Formula      | 11       | 0        | 0     | 1   | 0       | 8    | 10    |
| 1991  | Формула-1                                | Team 7UP Jordan             | 2        | 0        | 0     | 0   | 0       | 8    | 10    |
| 1991  | Формула-1                                | Minardi Team                | 1        | 0        | 0     | 0   | 0       | 8    | 10    |
| 1992  | Italian Superturismo Championship        | Repetto Motors              | 6        | 0        | 0     | 0   | 0       | 41   | 11    |
| 1992  | Формула-1                                | Andrea Moda Formula         | 1        | 0        | 0     | 0   | 0       | 0    | НК    |
| 1993  | French Supertouring Championship         | Team Usine Alfa Romeo       | 10       | 0        | 0     | 0   | 2       | 94   | 7     |
| 1995  | Формула-1                                | Parmalat Forti Ford         | 16       | 0        | 0     | 0   | 0       | 0    | НК    |
| 1996  | PPG Indy Car World Series                | Payton/Coyne Racing         | 15       | 0        | 0     | 0   | 1       | 25   | 21    |
| 1997  | CART PPG World Series                    | Newman/Haas Racing          | 6        | 0        | 0     | 0   | 0       | 16   | 19    |
| 1997  | CART PPG World Series                    | Bettenhausen Racing         | 2        | 0        | 0     | 0   | 0       | 16   | 19    |
| 1997  | CART PPG World Series                    | Payton/Coyne Racing         | 1        | 0        | 0     | 0   | 0       | 16   | 19    |
| 1998  | CART PPG World Series                    | Project CART                | 2        | 0        | 0     | 0   | 0       | 0    | 31    |
| 1998  | CART PPG World Series                    | Newman/Haas Racing          | 1        | 0        | 0     | 0   | 0       | 0    | 31    |
| 1999  | CART PPG World Series                    | PacWest Racing              | 8        | 0        | 0     | 0   | 0       | 58   | 14    |
| 1999  | CART PPG World Series                    | Newman/Haas Racing          | 5        | 0        | 0     | 1   | 1       | 58   | 14    |
| 1999  | Indy Racing League                       | Truscelli Team Racing       | 2        | 0        | 0     | 0   | 0       | 38   | 29    |
| 2000  | CART PPG World Series                    | Patrick Racing              | 20       | 1        | 1     | 0   | 6       | 147  | 3     |
| 2001  | CART PPG World Series                    | Patrick Racing              | 20       | 1        | 1     | 1   | 3       | 76   | 13    |
| 2003  | CART PPG World Series                    | Herdez Competition          | 17       | 0        | 0     | 1   | 1       | 67   | 13    |
| 2005  | Rolex Sports Car Series                  | Spirit of Daytona Racing    | 6        | 0        | 0     | 0   | 0       | 80   | 39    |
| 2005  | Stock Car Brasil                         | Katalogo Racing             | 1        | 0        | 0     | 0   | 0       | 0    | НК    |
| 2006  | Rolex Sports Car Series                  | Brumos Racing               | 2        | 0        | 0     | 0   | 0       | 28   | 86    |
| 2006  | IndyCar Series                           | Vision Racing               | 1        | 0        | 0     | 0   | 0       | 12   | 30    |
| 2007  | GT3 Brasil Championship                  | CRT                         | 6        | 0        | 1     | 2   | 0       | 17   | 11    |
| 2007  | Champ Car World Series                   | Pacific Coast Motorsports   | 1        | 0        | 0     | 0   | 0       | 9    | 22    |
| 2007  | IndyCar Series                           | Chastain Motorsports        | 1        | 0        | 0     | 0   | 0       | 10   | 36    |
| 2007  | Rolex Sports Car Series                  | Brumos Porsche              | 1        | 0        | 0     | 0   | 0       | 28   | 58    |
| 2008  | Trofeo Maserati Brasil                   |                             | 3        | 0        | 0     | 0   | 0       | 6    | 30    |
| 2008  | GT3 Brasil Championship                  | Tigueis                     | 2        | 0        | 0     | 0   | 0       | 0    | НК    |
| 2008  | IndyCar Series                           | Minardi Team USA/HVM Racing | 1        | 0        | 0     | 0   | 0       | 0    | 46    |
| 2008  | Rolex Sports Car Series                  | Krohn Racing                | 1        | 0        | 0     | 0   | 0       | 0    | НК    |
| 2012  | Eurocup Mégane Trophy                    | Oregon Team                 | 2        | 0        | 0     | 0   | 0       | 4    | 20    |
| 2014  | Copa Caçula de Pneus de Marcas e Pilotos | Maguila Motorsport          | 18       | 1        | 1     | 0   | 5       | 193  | 4     |
| 2022  | Історичне Гран-прі Монако - Серія E      | Lola                        | 1        | 0        | 0     | 0   | 0       | Н/Д  | 5     |

### Формула-1
| Рік  | Команда             | Шасі             | Двигун      | 1        | 2        | 3        | 4        | 5        | 6        | 7        | 8        | 9        | 10       | 11       | 12       | 13       | 14       | 15       | 16       | 17       | Місце | Очки |
| ---- | ------------------- | ---------------- | ----------- | -------- | -------- | -------- | -------- | -------- | -------- | -------- | -------- | -------- | -------- | -------- | -------- | -------- | -------- | -------- | -------- | -------- | ----- | ---- |
| 1982 | John Player Lotus   | Lotus 91         | Cosworth V8 | ПАР      | БРА      | СШЗ      | СМР      | БЕЛ      | МОН      | ДЕТ      | КАН      | НІД НКВ  | ВЕЛ      | ФРА      | НІМ      | АВТ      | ШВЙ      | ІТА      | ЦЕЗ      |          | —     | 0    |
| 1987 | Team AGS            | AGS JH22         | Cosworth V8 | БРА      | СМР      | БЕЛ      | МОН      | ДЕТ      | ФРА      | ВЕЛ      | НІМ      | УГО      | АВТ      | ІТА      | ПОР      | ІСП      | МЕК      | ЯПО Схід | АВС 6    |          | 19    | 1    |
| 1989 | Coloni SpA          | Coloni FC188B    | Cosworth V8 | БРА НКВ  | СМР НКВ  | МОН Схід | МЕК НКВ  | США НКВ  |          |          |          |          |          |          |          |          |          |          |          |          | —     | 0    |
| 1989 | Coloni SpA          | Coloni C3        | Cosworth V8 |          |          |          |          |          | КАН Схід | ФРА НКВ  | ВЕЛ Схід | НІМ НПКВ | УГО НПКВ | БЕЛ НПКВ | ІТА НПКВ | ПОР Схід | ІСП НПКВ | ЯПО НПКВ | АВС НПКВ |          | —     | 0    |
| 1990 | EuroBrun Racing     | EuroBrun ER189   | Judd V8     | США 13   | БРА НПКВ | СМР Схід | МОН НКВ  | КАН НКВ  |          |          |          |          |          |          |          |          |          |          |          |          | 10    | 6    |
| 1990 | EuroBrun Racing     | EuroBrun ER189B  | Judd V8     |          |          |          |          |          | МЕК Викл | ФРА НПКВ | ВЕЛ НПКВ | НІМ НПКВ | УГО НПКВ | БЕЛ НПКВ | ІТА НПКВ | ПОР НПКВ | ІСП НПКВ |          |          |          | 10    | 6    |
| 1990 | Benetton Formula    | Benetton B190    | Ford V8     |          |          |          |          |          |          |          |          |          |          |          |          |          |          | ЯПО 2    | АВС 7    |          | 10    | 6    |
| 1991 | Camel Benetton Ford | Benetton B190B   | Ford V8     | США Схід | БРА 7    |          |          |          |          |          |          |          |          |          |          |          |          |          |          |          | 10    | 8    |
| 1991 | Camel Benetton Ford | Benetton B191    | Ford V8     |          |          | СМР 13   | МОН 4    | КАН Схід | МЕК 5    | ФРА Схід | ВЕЛ Схід | НІМ 8    | УГО 8    | БЕЛ 4    |          |          |          |          |          |          | 10    | 8    |
| 1991 | Team 7UP Jordan     | Jordan 191       | Ford V8     |          |          |          |          |          |          |          |          |          |          |          | ІТА Схід | ПОР 10   | ІСП      | ЯПО      |          |          | 10    | 8    |
| 1991 | Minardi Team        | Minardi M191     | Ferrari V12 |          |          |          |          |          |          |          |          |          |          |          |          |          |          |          | АВС 16   |          | 10    | 8    |
| 1992 | Andrea Moda Formula | Andrea Moda S921 | Judd V10    | ПАР      | МЕК      | БРА НПКВ | ІСП НПКВ | СМР НПКВ | МОН Схід | КАН НПКВ | ФРА НПР  | ВЕЛ НПКВ | НІМ НПКВ | УГО НКВ  | БЕЛ НКВ  | ІТА НТР  | ПОР      | ЯПО      | АВС      |          | —     | 0    |
| 1995 | Parmalat Forti Ford | Forti FG01       | Ford V8     | БРА Схід | АРГ НКЛ  | СМР НКЛ  | ІСП Схід | МОН Схід | КАН Схід | ФРА 16   | ВЕЛ Схід | НІМ Схід | УГО Схід | БЕЛ 14   | ІТА НС   | ПОР 17   | ЄВР Схід | ТИХ 16   | ЯПО Схід | АВС Схід | —     | 0    |